# 3268 De Sanctis
A 3268 De Sanctis (ideiglenes jelöléssel 1981 DD) a Naprendszer kisbolygóövében található aszteroida. Henri Debehogne és  Giovanni de Sanctis fedezte fel 1981. február 26-án.